# Piranha (2006)
Piranha (russisch Охота на пиранью) ist ein russischer Actionfilm des Regisseurs Andrei Kawun aus dem Jahr 2006. Der Film basiert auf der gleichnamigen Buchreihe des Schriftstellers Alexander Buschkow, eines Publizisten aus Krasnojarsk.

## Handlung
1974 ereignet sich in einer unter einem See gelegenen Forschungseinrichtung des russischen Militärs ein folgenschwerer Zwischenfall. Ein kleiner Behälter mit flüssigen chemisch-biologischen Kampfstoffen wird beschädigt. Das Laboratorium wird kontaminiert, anschließend evakuiert und zur Neutralisation des Giftes geflutet. In dem Durcheinander finden einige Wissenschaftler den Tod, darunter auch der zuständige Leiter der Geheimexperimente, der vor den Augen seines achtjährigen Sohnes Prochor vom übervorsichtigen Wachpersonal erschossen wird.
In der Gegenwart erhält der erfahrene und hochdekorierte Marineoffizier Kirill Masur den Auftrag, die attraktive Agentin Olga Chmelnizkaja, eine Spezialistin für chemische und biologische Waffen, auf einer Geheimoperation zu begleiten. Der knallharte Elitesoldat, der als Ausbilder der berüchtigten Spezialeinheit „Piranha“ arbeitet, soll mit der Schönheit nach Sibirien reisen, um die auf dem Grund eines Sees liegende Geheim-Forschungsstation zu deaktivieren und zu zerstören. General Glagolew ermahnt alle Beteiligten zur äußersten Verschwiegenheit, da das Gebiet alsbald an China abgetreten werden soll.
Als Pärchen auf Urlaubsreise getarnt bereisen die beiden schließlich das russisch-chinesische Grenzgebiet und zerstören sieben der insgesamt neun Giftbehälter im unterseeischen Militärkomplex. Ihre Aktion im sibirischen Niemandsland bleibt jedoch nicht unbemerkt. Kirill und Olga geraten in Gefangenschaft von korrupten Beamten, die mit Waffenhändlern lukrative Geschäfte machen. Mit dem Eintreffen des blonden Kriminellen Prochor, dem Überlebenden der einstigen Tragödie, kommen die beiden Agenten schließlich mit sechs weiteren Häftlingen frei. Prochor gewährt den acht Freigelassenen einen kleinen Vorsprung, bevor er mit seinen Schergen und einem Kunden, der im Auftrag einer terroristischen Gruppierung Waffen kaufen will, eine Hetzjagd eröffnet. Der Waffenhändler tötet alle zuvor freigelassenen Häftlinge, derer er habhaft werden kann. Die Fluchtgruppe wird so nach und nach dezimiert. Gleichzeitig erweist sich Kirill als ernstzunehmender Gegner, der das unwegsame Gelände der Taiga ausnutzt, um die „Jäger“ seinerseits zu töten.
Für Prochor gerät das Waffengeschäft nach und nach zur Nebensache. Er tötet sogar einen Abgesandten des „Roten Islams“, um die nunmehr drei verbliebenen Flüchtigen zu stellen. Olga, Kirill und ein Unbekannter, der sich lediglich „Winter“ nennt, trennen sich irgendwann. Die beiden Agenten gelangen in ein Provinzstädtchen, wo Olga verschleppt wird. Mit Hilfe des zwielichtigen Unbekannten, der später als Verräter enttarnt werden kann, gerät Kirill auf die Spur Olgas. Der begnadete Elitekämpfer schaltet philosophierend Prochors Schergen aus, bevor er außer Gefecht gesetzt wird. Kirill ist zunächst voller Selbstzweifel, da er Olga nicht retten konnte, nicht wissend, dass sie sich zu diesem Zeitpunkt bester Gesundheit erfreut. Von Rachegelüsten getrieben startet Kirill am Ende des Films einen Rachefeldzug gegen Prochor und einen korrupten Regierungsbeamten. Mit dem Tod Prochors und leidenschaftlichen Liebeleien Kirills und Olgas endet der Film.

## Veröffentlichung
Piranha erlebte seine russische Premiere am 6. April 2006. In Deutschland wurde das Werk erstmals am 2. April 2009 auf DVD veröffentlicht.